# Eberstädt
Eberstädt ist ein Ortsteil der Gemeinde Sonneborn im Landkreis Gotha in Thüringen.

## Geografie und Verkehr
Eberstädt liegt an der Nesse unterhalb der Einmündung des Seegrabens und des Wilden Grabens in etwa 260 Metern Höhe am Rand des Thüringer Beckens. Nordwestlich von Eberstädt liegt der 333 Meter hohe Lohberg, nach Süden steigt das Gelände langsam zum 431 Meter hohen Krahnberg an. Nördlich von Eberstädt liegt die Talsperre Tüngeda/Wangenheim. Nachbarorte sind Wangenheim im Nordosten, Goldbach im Südosten sowie Sonneborn und Brüheim im Westen. Die Kreisstadt Gotha liegt etwa zehn Kilometer südwestlich. Die Gemarkung Eberstädts ist unbewaldet und wird intensiv landwirtschaftlich genutzt.
Eberstädt liegt an der Landesstraße von Gotha nach Friedrichswerth sowie an der Nessetalbahn von Bufleben nach Großenbehringen, die von 1890 bis 1995 in Betrieb war und einen Halt in Eberstädt besaß. Seit 2011 verläuft auf der Trasse der Nessetal-Radweg.

## Geschichte und Kultur
Eberstädt wurde bereits im Codex Eberhardi im Jahre 842 erstmals urkundlich erwähnt. Danach wurde Eberstädt Stammsitz eines gleichnamigen Adelsgeschlechts. Vor der Gründung Thüringens war der Ort Teil des Herzogtums Sachsen-Gotha (Amt Gotha) und seit 1975 gehört er zur Gemeinde Sonneborn.
Die evangelische Dorfkirche St. Severin ist mittelalterlichen Ursprungs. 1780 wurde an den alten Turm ein neues Kirchenschiff angebaut. In der Kirche befindet sich ein Kruzifix aus dem 15. Jahrhundert.

## Persönlichkeiten
- Ludwig von Janus (1626–1693), sächsischer Hofmeister und Wittumsrat
- Otto Senffleben (1867–1936), evangelischer Theologe, zeitweise Pfarrer in Eberstädt
- Fritz Koch-Gotha (1877–1956), Grafiker, geboren in Eberstädt
- Willi Münzenberg (1889–1940), kommunistischer Verleger, ging zeitweise in Eberstädt zur Schule